# Key generator (Warez)
Ein keygen (von engl. key generator, wörtlich Schlüsselgenerator, auch als keymaker, zu deutsch Schlüsselmacher bezeichnet) ist ein Computerprogramm, das automatisch nach einem Algorithmus Lizenzschlüssel für andere Programme erstellt.

Screenshot eines Keygens

Schlüsselgeneratoren waren vor allem Ende der 1990er- und in den frühen 2000er-Jahren verbreitet und sind im Internet für verschiedene Programme verfügbar. Es existieren auch Pseudo-Schlüsselgeneratoren, die nur eine bestimmte Anzahl von Lizenzschlüsseln gespeichert haben und diese per Zufall ausgeben. Entsprechend präparierte Schlüsselgeneratoren werden auch zur Verbreitung von Schadprogrammen genutzt (z. B. Backdoors, Viren, Würmer, Keyloggern etc.).
Mit der Verbreitung des Internets bauen Softwarehersteller einen Schutz in Form einer Produktaktivierung ein oder gehen in cloudbasierte Lizenzmodelle über, wodurch Schlüsselgeneratoren allein nicht mehr zum Freischalten von Software benutzt werden können. Der eingegebene Lizenzschlüssel wird in einer Datenbank gesucht; unter Umständen sogar die Zuordnung zu einem Kundenkonto. Falls der Schlüssel schon verwendet wurde, oder nicht vom Hersteller generiert wurde, wird das Programm nicht freigeschaltet. Ebenfalls können Lizenzschlüssel, die verwendet und entwendet wurden, auf einer schwarzen Liste stehen. Produktaktivierungen wurden mit Windows XP und Steam eingeführt, als Softwareprodukte noch auf einem Medium wie CD-ROM vertrieben wurden.
Schlüsselgeneratoren können Funktionen beinhalten, die Produktaktivierungen umgehen oder verhindern. Die Generierung von Aktivierungscodes (die vom Hersteller sonst per Post oder per Telefon-Hotline übermittelt werden) kann ebenso enthalten sein wie Patches für EXE- oder DLL-Binärdateien der Software, Patches für bestimmte Speicherbereiche oder Emulatoren für virtuelle Server, die als Gegenstelle für die Software fungieren. Die Überprüfung des Herstellers wird auf diese Weise umgangen. Greift der Schlüsselgenerator durch Patches in die Funktionsweise der Software selbst ein, liegt auch ein Crack vor.

## Rechtliches
Der Einsatz von Schlüsselgeneratoren ist nur dann illegal, wenn sie zur Umgehung der Rechtsansprüche eines Rechteinhabers an seinem Werk eingesetzt werden. 
Beinhaltet der Schlüsselgenerator den Nachbau eines originalen Algorithmus des Herstellers zur Erzeugung der Lizenzschlüssel, verletzt der Autor des Schlüsselgenerators das Urheberrecht des Herstellers in Ländern, wo Software als geistiges Eigentum geschützt ist. Die Verwendung von Software, die mithilfe eines Schlüsselgenerators freigeschaltet wurde, ohne dass eine Lizenz vom Hersteller erworben wurde, kann eine Straftat (Betrug) darstellen. Durch die Verletzung von Nutzungsbestimmungen für ein urheberrechtlich geschütztes Werk können dem Hersteller zivilrechtliche Ansprüche entstehen. Benutzer, die einen Schlüsselgenerator verwenden, um sich ohne Autorisierung des Herstellers die Nutzung von Software zu ermöglichen, machen sich in Deutschland nach § 69c UrhG strafbar.
Legal ist hingegen die Nutzung eines Schlüsselgenerators zu Bildungs-, Forschungs- oder Schulungszwecken mit dem Programm als Betrachtungsgegenstand an sich, praktisch jede Form des Erkenntnisgewinns, sowie die Untersuchung der geschützten und schadlos belassenen Software, beispielsweise indem Algorithmen untersucht werden oder die Programme einem Reverse Engineering unterzogen werden (§ 69d Abs. 3 UrhG, § 69a Abs. 2 UrhG). Ausgeschlossen sind damit auch Softwarepatente auf Algorithmen der Schlüsselgenerierung.

## Entwicklung und Verbreitung
Schlüsselgeneratoren können gegen das Urheberrecht verstoßen und werden deswegen von anonymen Programmierern entwickelt, die über Reverse-Engineering an die Algorithmen geschützter Software zur Generierung und Überprüfung von Lizenzschlüsseln kommen. Häufig gruppieren sich versierte Cracker zu sogenannten Warez-Gruppen, die im Wettstreit mit anderen Gruppen versuchen, als erstes einen funktionierenden Schlüsselgenerator oder Crack für neue Software-Produkte zu entwickeln. Auf der anderen Seite stehen die Warez-Gruppen auch im Wettstreit mit den Entwicklern der Software, die versuchen, das Cracken ihrer Software so schwierig wie möglich zu gestalten. Verbreitet werden Schlüsselgeneratoren üblicherweise über einschlägige Webseiten, Internet-Foren und P2P-Netzwerke. 

## Musik und Grafik
Einige Warez-Gruppen sehen sich in der Tradition der Cracker- und Demoszene, die ihr Können mit aufwändigen digitalen Kunstwerken demonstriert. Aus diesem Grund gestalten sie ihre Schlüsselgeneratoren mit selbst programmierter Grafik und Chiptune-Musik. Dennoch sind ihre Programme nur wenige Kilobyte groß.